# 谢莉·朗
谢莉·朗（英語：Shelley Long，1949年8月23日—），女，美国演员。曾获得黄金时段艾美奖喜剧类电视系列剧最佳女主角。